# Afrikansk jassana
Afrikansk jassana (Actophilornis africanus) är som namnet avslöjar en afrikansk fågel, i familjen jassanor inom ordningen vadarfåglar.

## Utseende
Karakteristiskt för afrikansk jassana liksom för andra arter inom familjen jassanor är dess långa ben och mycket stora fötter med långa tår och klor som möjliggör för dem att gå omkring på flytande vegetation. En adult fågels längd är cirka 30 centimeter. Honorna är större än hanarna. Fjäderdräkten är kastanjebrun, med ett gulaktigt bröstband, vit strupe och vita kinder, svart hjässa, svart nacke, svart ögonstreck och svarta vingspetsar. Näbben och pannskölden är ljusblå. Benen är mer gråblåaktiga.

## Läte
Afrikansk jassana är en ljudlig fågel, med serier av skallrande, upprepade toner, gälla grymtningar och aggressiva drillar.

## Utbredning och systematik
Fågeln förekommer vid sjöar, dammar och våtmarker i Afrika söder om Sahara. Den behandlas som monotypisk, det vill säga att den inte delas in i några underarter. Genetiskt står den nära de två andra afrikanska jassanaarterna madagaskarjassana och dvärgjassana, men även orientaliska bronsjassanan och australiska kamjassanan.

## Ekologi
Häckning kan ske året runt i områden med permanenta våtmarker. I områden som saknar permanenta våtmarker häckar dock fåglarna bara när de säsongsbundna översvämningar som följer regnperioden kommer.

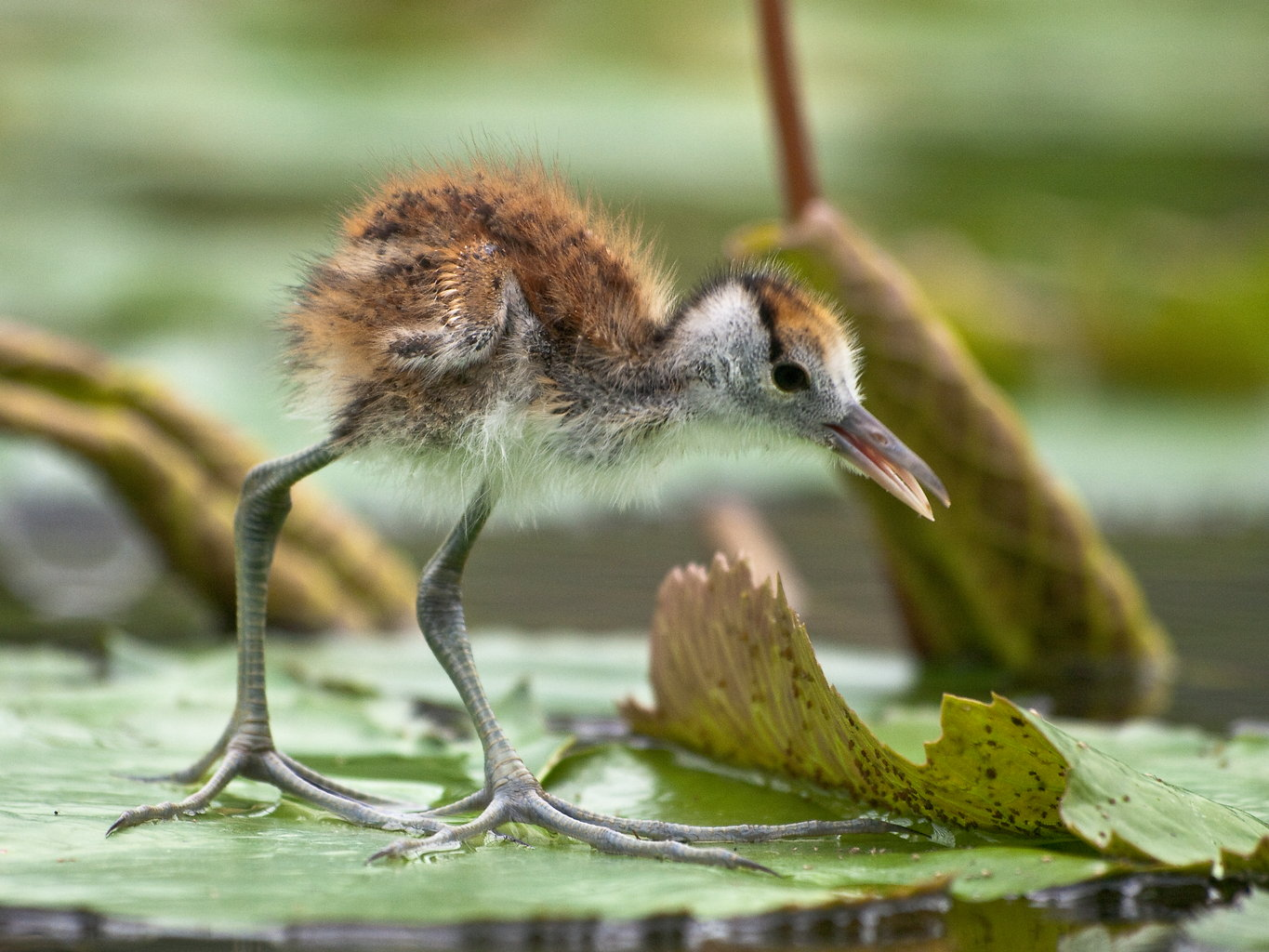
En några dagar gammal afrikansk jassana, fotograferad i Kacho-en, en privat trädgård med fåglar och växter i Japan som även håller visning för allmänheten.

Afrikansk jassana är polyandrisk, på så vis att hanarna ruvar och tar hand om ungarna, medan honorna efter att ha parat sig med en första hane kan para sig med flera andra hanar. Honan lägger fyra ägg i ett enkelt bo som reds bland flytande vegetation på grunt vatten, eller på en liten flotte av växtmaterial på lite djupare vatten. Äggen är till utseendet bruna med svarta markeringar. Hanen har förmågan att vid behov kunna flytta ungarna genom att plocka upp och bära dem under vingarna.
Fåglarnas föda består främst av olika smådjur, som insekter, maskar, spindlar, kräftdjur och blötdjur som de hittar i våtmarkerna, men tillfälligt kan även frön ingå.

## Status och hot
Arten har ett stort utbredningsområde och en stor population som tros vara stabil. Utifrån dessa kriterier kategoriserar IUCN arten som livskraftig (LC). Världspopulationen uppskattas till runt en miljon individer.

## Bilder

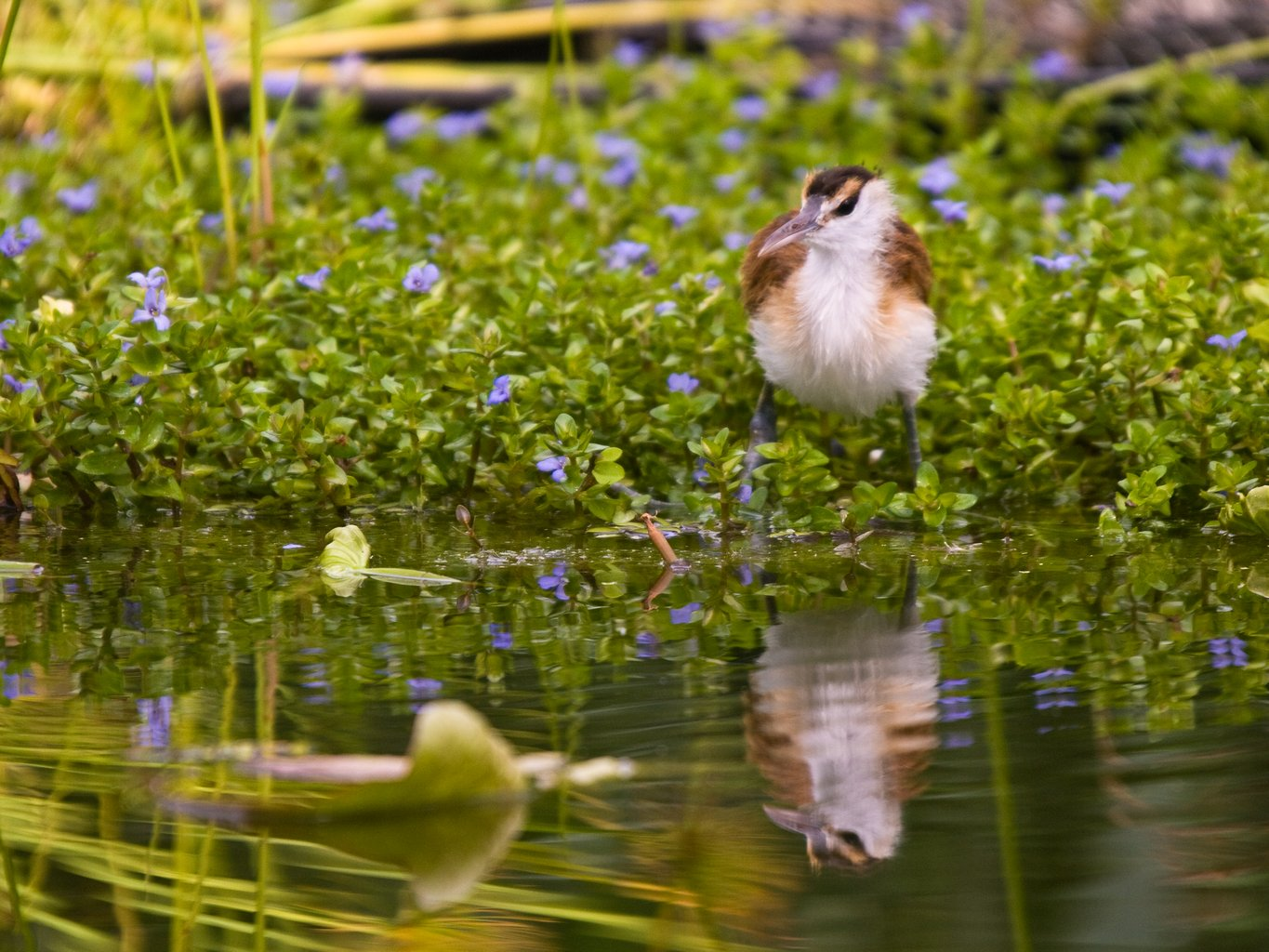
Juvenil i Kacho-en i Japan.
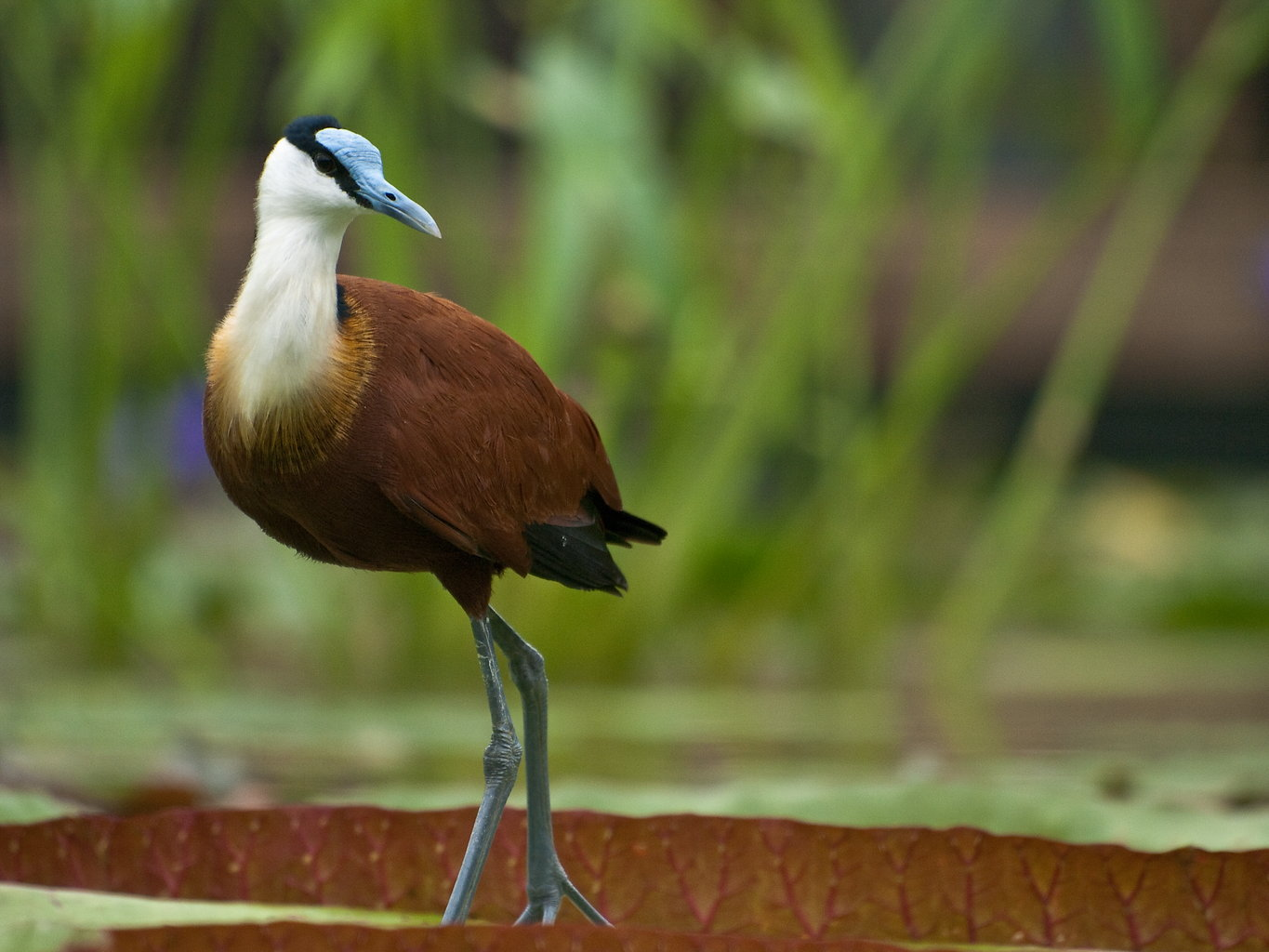
En adult fågel i Kacho-en i Japan.
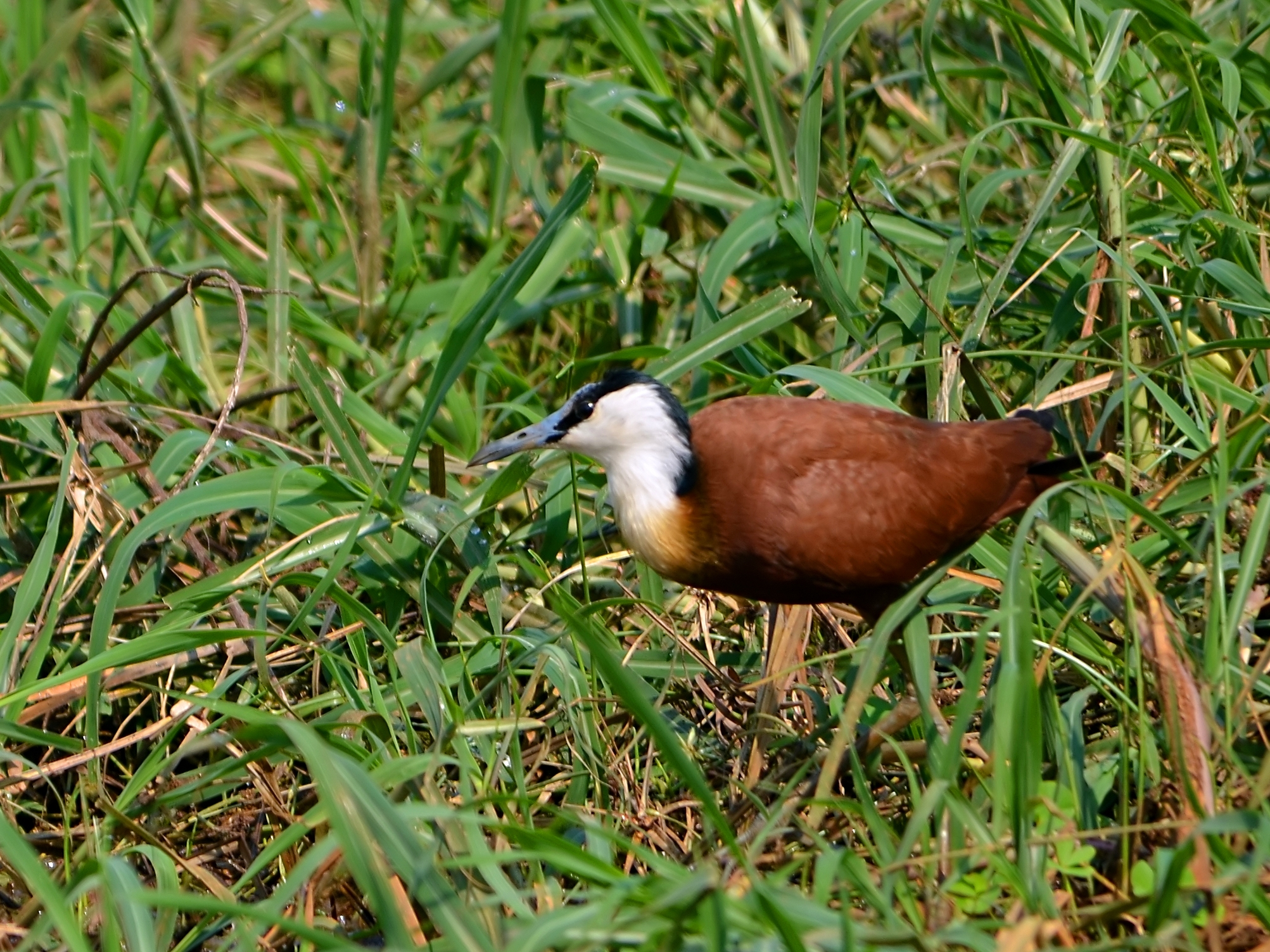
Afrikansk jassana i Zambia.
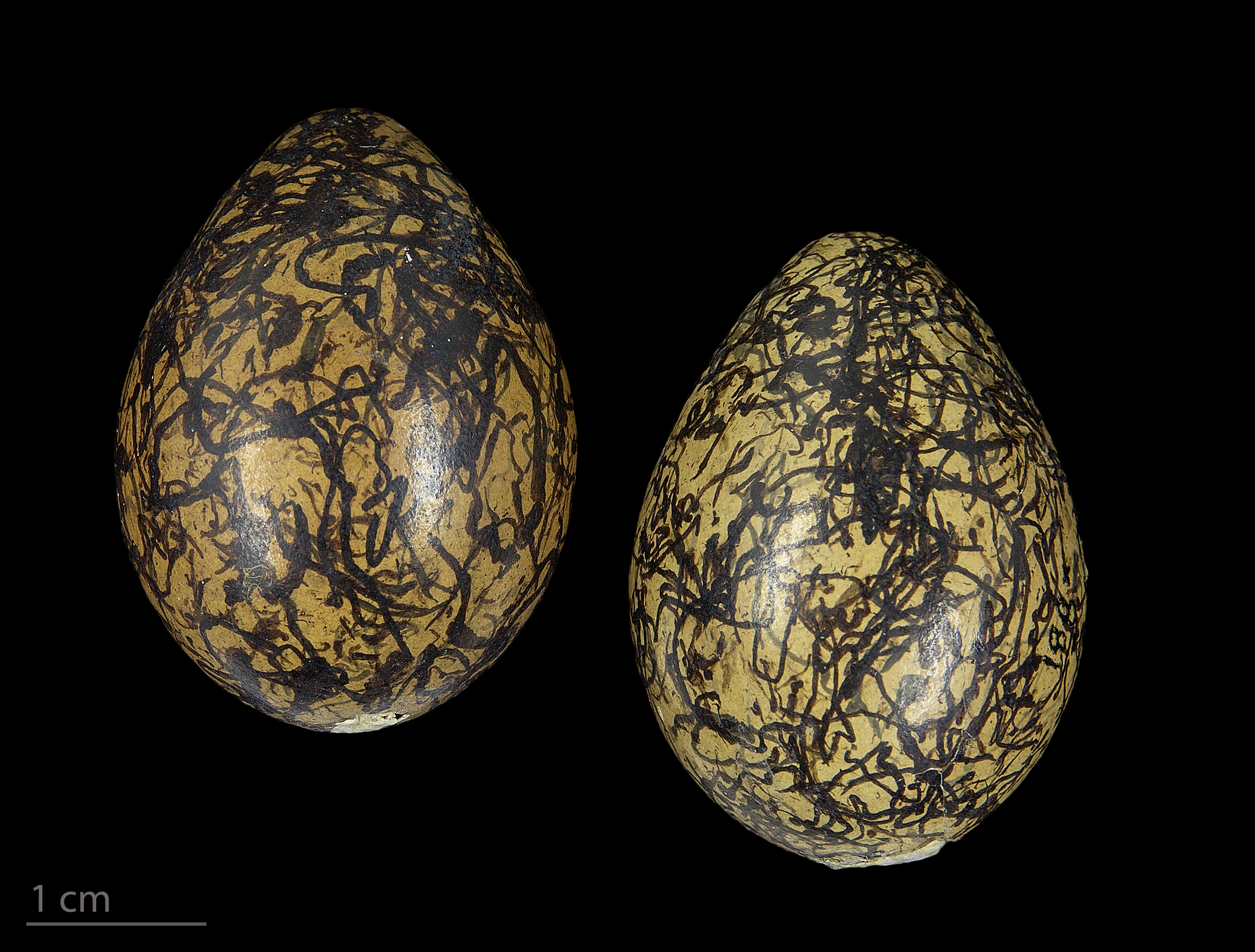
Museum specimen - Madagascar